# Pescoluse
Pescoluse (chiamata anche Marina di Salve o Marina di Pescoluse) è una frazione di Salve e una località balneare della provincia di Lecce.
Si trova nel basso Salento, sul tratto di costa ionica tra Torre Pali e Torre Vado, all'altezza del canale Fano.

## Geografia fisica
Il litorale è basso e sabbioso, caratterizzato dalla presenza di dune retrostanti. La particolarità della spiaggia è quella di presentare una sabbia finissima e molto chiara, la più fine del Salento. La costa è rivolta verso Sud e la sua particolare posizione permette a Pescoluse di godere di un'acqua limpida e cristallina durante tutte le stagioni. Poco distante dalla costa si trovano diverse grotte carsiche. La località è importante anche dal punto di vista archeologico per la presenza di un dolmen e di una tomba del 2500 a.C.

## Economia

### Turismo
Le abitazioni, a uso prevalentemente turistico, sono occupate soprattutto nel periodo estivo, quando l'insediamento demografico è altissimo (lungo la sua costa si calcola che le presenze annuali arrivino a circa 30.000).
Oltre alle case vacanza sono presenti anche alcuni alberghi, bed & breakfast, agriturismi e campeggi.
Questo luogo è diventato molto frequentato dai turisti a partire dall'inizio del XXI secolo.

### Sviluppo urbanistico
Questa frazione si è notevolmente ingrandita rispetto al paese originario che presentava sette strade, indicate di seguito:
La via centrale della parte del centro abitato più antico è via Giacomo Puccini, a sud della quale si trovano via Socrate, via Luigi Settembrini e via Vincenzo Bellini; a nord, invece, si trovano via Giuseppe Verdi, via Archimede e via Papa Giovanni XXIII. Queste brevi vie partono dalla strada provinciale 214 (adesso corso Leuca), che si trova a est e proseguono verso il mare, a ovest.
Nel 2007 è stata realizzata una area pedonale chiamata Parco dei Gigli che culmina in una piazzetta dove è presente l'ufficio turistico e un parco giochi.
Pescoluse ospita una chiesa dedicata al Santo Papa Giovanni XXIII, costruita tra il 1999 e il 2004.

## Clima
L'estate è calda con una temperatura media di circa 32 gradi, L'inverno è mite con una temperatura media di circa 12 gradi.
Sebbene la neve sia rara alcune nevicate eccezionali ci sono state nel 2008, 2011, 2012, 2014 e 2017.

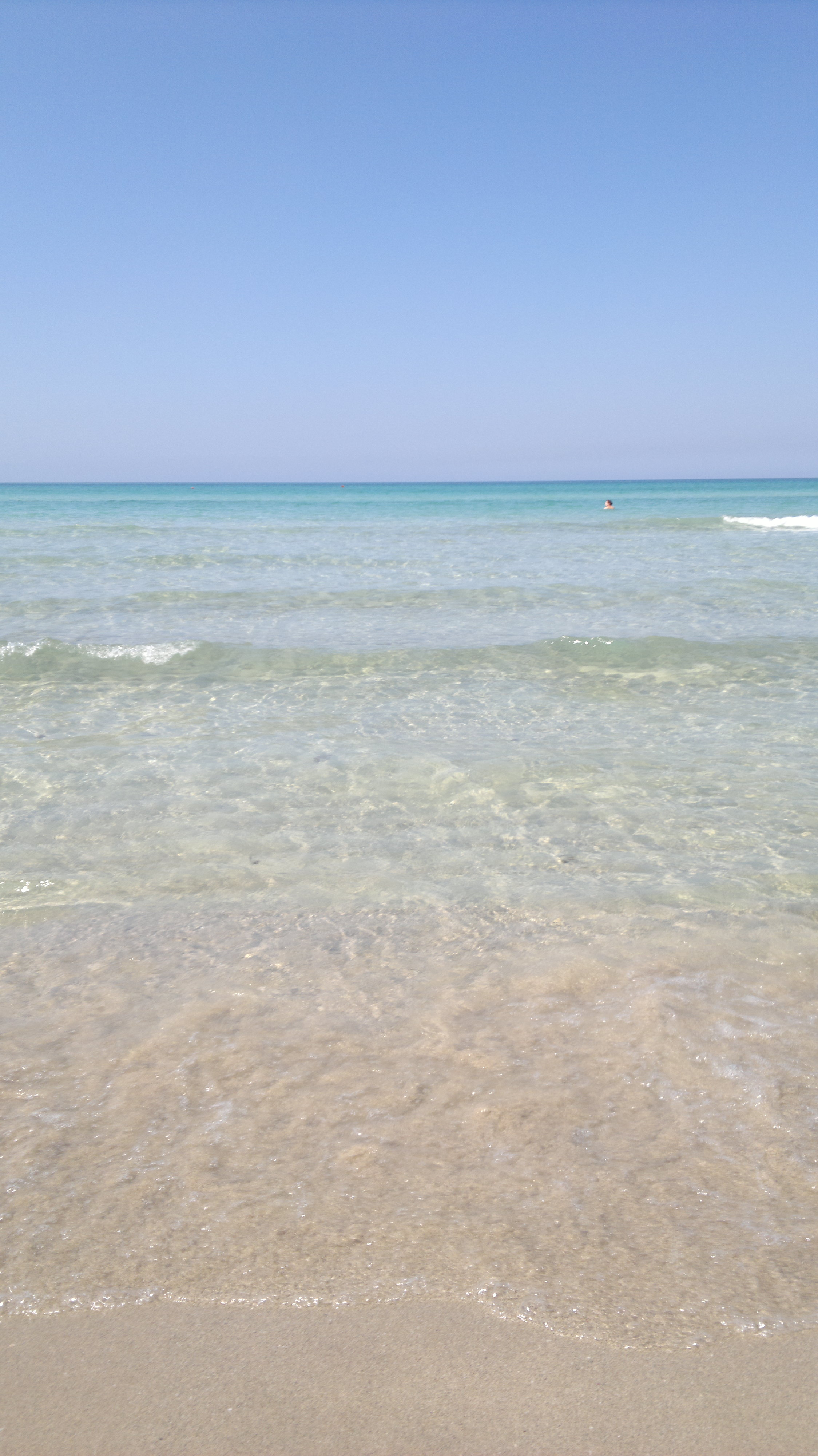
Il mare di Pescoluse d'estate.

La pioggia è scarsa d'estate e moderata d'inverno.
| i     | p     | e    | a     | anno  |
| 12,4  | 26    | 32   | 21    | 20    |
| ----- | ----- | ---- | ----- | ----- |
| 3     | 15    | 26   | 12    | 10    |
| 123,8 | 100,4 | 45,2 | 134,2 | 156,8 |
| 60    | 70    | 78   | 60    | 68    |

## Monumenti e luoghi d'interesse
- Torre di avvistamento della Masseria Borgino
- Canale Fano